# Liam Reddox
«  Reddox » redirige ici. Ne pas confondre avec Redox.
Liam Reddox (né le 27 janvier 1986 à Whitby, dans la province de l'Ontario au Canada) est un joueur professionnel canado-écossais de hockey sur glace. Il évolue à la position d'ailier gauche.

## Carrière
Réclamé au quatrième tour du repêchage de 2004 de la Ligue nationale de hockey par les Oilers d'Edmonton après avoir disputé les deux saisons précédentes au niveau junior avec les Petes de Peterborough de la Ligue de hockey de l'Ontario. Reddox poursuit avec ces derniers pour deux saisons supplémentaires avant de devenir joueur professionnel en 2006 alors qu'il rejoint le Thunder de Stockton de l'ECHL.
Dès la saison suivante, il s'aligne avec le club affilié aux Oilers dans la Ligue américaine de hockey, les Falcons de Springfield et est également appelé par le grand club à disputer son tout premier match dans la LNH. Il inscrit ses premiers points dans la grande ligue au cours de la saison 2008-2009 obtenant 12 points en 46 rencontres.

## Statistiques

### Statistiques en club
| Saison     | Équipe                 | Ligue          |     | Saison régulière | Saison régulière | Saison régulière | Saison régulière | Saison régulière |   | Séries éliminatoires | Séries éliminatoires | Séries éliminatoires | Séries éliminatoires | Séries éliminatoires |
| Saison     | Équipe                 | Ligue          | PJ  | B                | A                | Pts              | Pun              | PJ               | B | A                    | Pts                  | Pun                  |                      |                      |
| 2002-2003  | Petes de Peterborough  | LHO            | 4   | 0                | 0                | 0                | 0                | -                | - | -                    | -                    | -                    |                      |                      |
| 2003-2004  | Petes de Peterborough  | LHO            | 68  | 31               | 33               | 64               | 24               | -                | - | -                    | -                    | -                    |                      |                      |
| 2004-2005  | Petes de Peterborough  | LHO            | 68  | 36               | 46               | 82               | 38               | 14               | 3 | 10                   | 13                   | 10                   |                      |                      |
| 2005-2006  | Petes de Peterborough  | LHO            | 68  | 19               | 45               | 64               | 74               | 19               | 5 | 9                    | 14                   | 20                   |                      |                      |
| 2006       | Petes de Peterborough  | Coupe Memorial | -   | -                | -                | -                | -                | 4                | 0 | 1                    | 1                    | 4                    |                      |                      |
| 2006-2007  | Thunder de Stockton    | ECHL           | 70  | 8                | 18               | 26               | 49               | 6                | 2 | 1                    | 3                    | 4                    |                      |                      |
| 2007-2008  | Oilers d'Edmonton      | LNH            | 1   | 0                | 0                | 0                | 0                | -                | - | -                    | -                    | -                    |                      |                      |
| 2007-2008  | Falcons de Springfield | LAH            | 65  | 16               | 28               | 44               | 48               | -                | - | -                    | -                    | -                    |                      |                      |
| 2008-2009  | Oilers d'Edmonton      | LNH            | 46  | 5                | 7                | 12               | 10               | -                | - | -                    | -                    | -                    |                      |                      |
| 2008-2009  | Falcons de Springfield | LAH            | 14  | 5                | 4                | 9                | 2                | -                | - | -                    | -                    | -                    |                      |                      |
| 2009-2010  | Oilers d'Edmonton      | LNH            | 9   | 0                | 2                | 2                | 4                | -                | - | -                    | -                    | -                    |                      |                      |
| 2009-2010  | Falcons de Springfield | LAH            | 70  | 18               | 17               | 35               | 24               | -                | - | -                    | -                    | -                    |                      |                      |
| 2010-2011  | Oilers d'Edmonton      | LNH            | 44  | 1                | 9                | 10               | 20               | -                | - | -                    | -                    | -                    |                      |                      |
| 2010-2011  | Barons d'Oklahoma City | LAH            | 37  | 18               | 15               | 33               | 16               | -                | - | -                    | -                    | -                    |                      |                      |
| 2011-2012  | Växjö Lakers HC        | Elitserien     | 55  | 11               | 17               | 28               | 32               | -                | - | -                    | -                    | -                    |                      |                      |
| 2012-2013  | Växjö Lakers HC        | Elitserien     | 51  | 5                | 10               | 15               | 6                | -                | - | -                    | -                    | -                    |                      |                      |
| 2013-2014  | Växjö Lakers HC        | SHL            | 51  | 8                | 11               | 19               | 20               | 12               | 1 | 2                    | 3                    | 4                    |                      |                      |
| 2014-2015  | Växjö Lakers HC        | SHL            | 55  | 21               | 30               | 51               | 6                | 18               | 1 | 7                    | 8                    | 6                    |                      |                      |
| 2015-2016  | Växjö Lakers HC        | SHL            | 45  | 9                | 11               | 20               | 14               | 13               | 1 | 1                    | 2                    | 2                    |                      |                      |
| 2016-2017  | Växjö Lakers HC        | SHL            | 41  | 7                | 6                | 13               | 6                | 5                | 0 | 0                    | 0                    | 4                    |                      |                      |
| 2017-2018  | Växjö Lakers HC        | SHL            | 49  | 7                | 10               | 17               | 10               | 13               | 2 | 1                    | 3                    | 0                    |                      |                      |
| 2018-2019  | Växjö Lakers HC        | SHL            | 39  | 4                | 3                | 7                | 12               | 7                | 1 | 0                    | 1                    | 2                    |                      |                      |
| 2019-2020  | Växjö Lakers HC        | SHL            | 38  | 4                | 11               | 15               | 20               | -                | - | -                    | -                    | -                    |                      |                      |
| Totaux LNH | Totaux LNH             | Totaux LNH     | 100 | 6                | 18               | 24               | 34               |                  |   |                      |                      |                      |                      |                      |

### Statistiques en équipe nationale
| Année | Équipe | Compétition                          |   | PJ | B | A | Pts | Pun      |  | Résultat |
| 2004  | Canada | Championnat du monde moins de 18 ans | 7 | 6  | 1 | 7 | 6   | 4e place |  |          |

## Honneurs et trophées
- Nommé dans l'équipe d'étoiles des recrues en 2004 de la Ligue de hockey de l'Ontario.

## Transactions en carrière
- 2004 : repêché par les Oilers d'Edmonton (4e choix de l'équipe, 112e au total).